# Ачешбок
Ачешбок (балка Ачешбок) (адыг. Ачъэжъбэкъу) — река в России, протекает в Краснодарском крае. Левый приток реки Бугунж.

## География
Река Ачешбок образуется слиянием рек Большой (берёт начало на склонах гор Западный (Чёртовы Ворота) и Восточный Ачешбок и Малый Ачешбок (берёт начало со склона хр. Агиге) в пихтовых лесах. Течёт на северо-восток по горной долине. В 4 км от устья, по левому берегу реки впадает река Тхач. На старых топографических картах нижнее течение реки Ачешбок обозначается как Уривок. Устье реки находится в 16 км по левому берегу реки Бугунж. Длина реки составляет 14 км, площадь водосборного бассейна — 94,2 км².

## Данные водного реестра
По данным государственного водного реестра России относится к Кубанскому бассейновому округу, водохозяйственный участок реки — Лаба от истока до впадения реки Чамлык. Речной бассейн реки — Кубань.
Код объекта в государственном водном реестре — 06020000712108100003588.